# 上田宏
上田宏（日语：／ Ueda Hiroshi），日本漫畫家。男性。

## 作品列表
- 《一條小龍》（原作：中村兔（日语：中村うさぎ），《電擊Comic Gao！》（MediaWorks）連載，全5冊）
- 《武神戲曲（日语：武神戯曲）》（《電擊Comic Gao！》（MediaWorks）連載，全3冊）
- 《驚爆危機！Σ》（原作：賀東招二，《月刊Dragon Age》（角川集團控股（日语：角川グループパブリッシング））連載，全19冊）
- 《闇世之光》（《電擊Comic Gao！》（MediaWorks）連載，上下全2冊）
- 《TIGER & BUNNY THE COMIC》（企劃、原案：日昇動畫，原著：吉田惠里香，《Miracle Jump》（集英社）連載，全7冊）
- 《殺人無罪（日语：殺人無罪）》（原作：熊谷純，《週刊Young Jump》（集英社）連載，已出版4冊（連載中））

## 外部連結
- 上田空間 （日語）—上田宏的官方個人網站。
- 上田宏的X（前Twitter） （日語）
- 上田宏：公開作品 （日語）—漫畫圖書館Z（日语：マンガ図書館Z）